# Polka-mazurka
Polka-mazurka là một điệu nhảy, âm nhạc tương tự như mazurka, nhưng nhảy rất giống với polka. Nhiều điệu nhảy polka-mazurka được sáng tác bởi Johann Strauss II và gia đình ông. Johann Strauss I đã không sáng tác bất kỳ loại nhạc nào; ví dụ polka-mazurka đầu tiên được viết bởi gia đình Strauss là vào năm 1854 bởi Johann Strauss II, mang tên La Viennoise op. 144. Polka-mazurka không được ghi nhận cho riêng gia đình Strauss, vì nhiều nhà soạn nhạc Vienna trong thời đại 1850 cũng đã viết nhiều ví dụ. Biến thể của polka này được coi là đa văn hóa, vì nhiều ảnh hưởng của nó có thể được nhìn thấy ở polka-Pháp với các bước nhảy nữ tính và có chủ ý cũng như schnell-polka, nơi Eduard Strauss sáng tác nhiều tác phẩm nổi tiếng thuộc thể loại này.

## Âm nhạc polka-mazurka
Nhịp độ của nó là 3 phách (3
4) có nghĩa là nó có nhịp điệu tương tự như điệu waltz, nhưng điểm nhấn của polka-mazurka là ở nhịp đầu tiên của phách, trái ngược với điệu waltz đặt điểm nhấn của nó lên hai nhịp cuối, như được ví von bởi điệu ví von của Vienna nó nhấn mạnh hai nhịp cuối cùng vào phách.
Polka-mazurka có cấu trúc tương tự như polka, với chủ đề chính và sau đó nhanh chóng tiến tới những chủ đề phụ của nó thường là brash và vang. Phần 'trio' là kiểu tự do và không cần kết hợp với chủ đề chính cũng như không có cùng dấu khóa. Gia đình Strauss, đặc biệt là Josef Strauss, đã cố gắng trong hầu hết các polka-mazurka nổi tiếng của mình để pha trộn giữa sự nhạy cảm và chủ nghĩa lãng mạn, như có thể nghe thấy trong tác phẩm Sympathie op. 73, và Frauenherz op. 166, được lấy cảm hứng từ mối quan tâm của ông đối với các vấn đề xã hội mà phụ nữ phải đối mặt trong thời đại đó.